# Bom Juá
Bom Juá é um bairro brasileiro localizado na cidade de Salvador, na Bahia. É vizinho dos bairros Retiro, IAPI, Fazenda Grande do Retiro, São Caetano, Mata Escura, Arraial do Retiro e São Gonçalo.

## Demografia
Foi listado como um dos bairros mais perigosos de Salvador, segundo dados do Instituto Brasileiro de Geografia e Estatística (IBGE) e da Secretaria de Segurança Pública (SSP) divulgados no mapa da violência de bairro em bairro pelo jornal Correio em 2012. Ficou entre os mais violentos em consequência da taxa de homicídios para cada cem mil habitantes por ano (com referência da ONU) ter alcançado o terceiro nível mais negativo, com o indicativo de "31-60", sendo um dos piores bairros na lista.